# Eurysa pullata
Eurysa pullata är en insektsart som beskrevs av Frederick Arthur Godfrey Muir 1926. Eurysa pullata ingår i släktet Eurysa och familjen sporrstritar. Inga underarter finns listade i Catalogue of Life.